# Józef Matecki (1776–1819)
Józef Matecki (ur. 1776 w Krakowie, zm. 1819 tamże) – polski drukarz, księgarz, literat, ławnik i rajca miejski, prezydent Krakowa.

## Życiorys
Syn Agnieszki i Adama Mateckiego. Praktykę księgarską i drukarską odbył w firmie Antoniego Ignacego Grebla. Gdy ten zmarł w 1799 roku, w 1807 r. ożenił się z wdową po nim Teklą. Został pełnomocnikiem firmy, reprezentował jej interesy na zewnątrz jako właściciel, a firmę prowadziła żona z pomocą Ambrożego Grabowskiego. Żona zmarła w 1812 roku. W 1815 r. przyjął do spółki Ambrożego Grabowskiego, który otrzymał od Mateckiego zarząd nad spółką.
W 1807 r. został członkiem Krakowskiej Kongregacji Kupieckiej. Od 1811 r. używał tytułu nadwornego drukarza księcia warszawskiego Fryderyka Augusta. We władzach Krakowa pełnił funkcję ławnika.
1 stycznia 1816 r. stanął na czele władz miejskich jako prezydent Krakowa. Urząd pełnił krótko, do 11 kwietnia 1816, jednak jego rządy w mieście przypadły w okresie formowania się najważniejszych instytucji Rzeczypospolitej Krakowskiej.
W latach 1812–1819 był redaktorem i wydawcą „Dziennika Departamentowego Krakowskiego”, wydał m.in. Historię drukarstwa krakowskiego autorstwa Jerzego Samuela Bandtkiego w 1815 r. i Dykcjonariusz poetów polskich w dwóch tomach autorstwa Michała Hieronima Juszyńskiego. W 1812 roku przekazał do Biblioteki Akademii Krakowskiej komplet publikacji wydanych w drukarni Greblów. 
W 1813 r. ożenił się ponownie z Apolonią Mączyńską 1° v. Czechową (1799–1826). Po jego śmierci odziedziczyła ona księgarnię. Zarząd powierzyła R. B. Kochowi. Jej syn pierwszego małżeństwa Józef Czech po odbyciu praktyki przejął zarząd nad drukarnią w 1824 roku, a w 1826 stał się jej właścicielem.